# Cherry Falls
Cherry Falls američki je film redatelja Geoffreya Wrighta iz 2000. godine, snimljen prema scenariju Kena Seldena. Glavne uloge imaju Brittany Murphy, Michael Biehn i Jay Mohr. Glazbu za film skladao je Walter Werzowa.

## Radnja
U malome gradiću Cherry Falls u Virginiji serijski ubojica brutalno ubija djevojke koje su djevice. Jody Marken (Brittany Murphy), također djevica i kćer lokalnog šerifa Brenta Markena (Michael Biehn) koji je zadužen za istragu, odlučuje započeti svoju vlastitu istragu ne bi li pronašla ubojicu. Tijekom svoje istrage nailazi na mrežu zavjera i laži koje su dugo vremena bile skrivene te otkriva pravi identitet stanovnika maloga gradića, a pritom i sama postaje metom pomahnitalog ubojice.

## Uloge
- Brittany Murphy - Jody Marken
- Michael Biehn - šerif Brent Marken
- Jay Mohr - Leonard Marliston
- Jesse Bradford - Rod Harper
- Candy Clark - Marge Marken
- Amanda Anka - zamjenica šerifa Mina

## Vanjske poveznice
- Cherry Falls u internetskoj bazi filmova IMDb-a